# Première classe (grade)
Pour les articles homonymes, voir Première classe (homonymie).
La première classe est selon les armées une distinction ou un grade des militaires du rang. Elle se situe généralement entre le simple soldat et le caporal.

## États-Unis
Dans les composantes d'infanterie des forces armées des États-Unis, le grade de Private first class (abréviation PFC) est un grade des militaires du rang (Enlisted) dont le rang dépend de la branche dans laquelle il se situe:
- Dans l'US Army, le grade de Private First Class est le troisième rang des simples soldats au dessus de Private (PVT) et Private second class (PV2) et juste en dessous du grade de Corporal (CPL) ou de Specialist (SPC). Il existe également le grade de Sergeant first class (SFC), grade des sous-officiers (Non Commissioned Officers) situé entre le grade de Staff Sergeant (SSgt) et celui de Master Sergeant (MSG).
- Dans le corps des Marines, le grade de Private First Class est le second rang des simples soldats situé entre le grade de Private (PVT) et celui de Lance Corporal (LCpl).

## France
Dans les forces armées françaises la distinction de première classe est attribuée au soldat de deuxième classe après un an d'incorporation[réf. nécessaire]. 
Cette distinction peut également être attribuée aux caporaux-chef, sous les conditions de onze années de service, ainsi que de l'obtention d'un certificat technique, pour pouvoir passer caporal-chef de première classe.